# لا کروکس سور رودول
لا کروکس سور رودول (به فرانسوی: La Croix-sur-Roudoule) یک کمون (فرانسه) در فرانسه است که در canton of Puget-Théniers واقع شده‌است. لا کروکس سور رودول ۳۰٫۰۶ کیلومتر مربع مساحت دارد ۸۰۰ متر بالاتر از سطح دریا واقع شده‌است.